# Eresia ithomiola
Eresia ithomiola är en fjärilsart som beskrevs av Osbert Salvin 1869. Eresia ithomiola ingår i släktet Eresia och familjen praktfjärilar. Inga underarter finns listade i Catalogue of Life.